# Гарпаліке (супутник)
Гарпаліке (грец. Ἁρπαλύκη) — супутник Юпітера, відомий також під назвою Юпітер XXII.

## Відкриття
Був відкритий 23 листопада 2000 року групою астрономів з Гавайського університету під керівництвом Скотта Шеппарда. Отримав тимчасове значення S/2000 J 5. В серпні 2003 року Міжнародний астрономічний союз присвоїв супутнику офіційну назву Гарпаліке в честь персонажа з грецької міфології .

## Орбіта
Супутник проходить повний оберт навколо Юпітера на відстані приблизно 21 105 000 км за 623 діб та 7 годин. Орбіта має ексцентриситет 0,226. Нахил ретроградної орбіти до локальної площини Лапласа 148,6°. Знаходиться у групі Ананке.

## Фізичні характеристики
Діаметр Гарпаліке приблизно 4кілометри. Оціночна густина 2,6 г/см³. Супутник складається переважно з силікатних порід. Дуже темна поверхня має альбедо 0,04. Зоряна величина дорівнює 22,6m.